# 라이린언

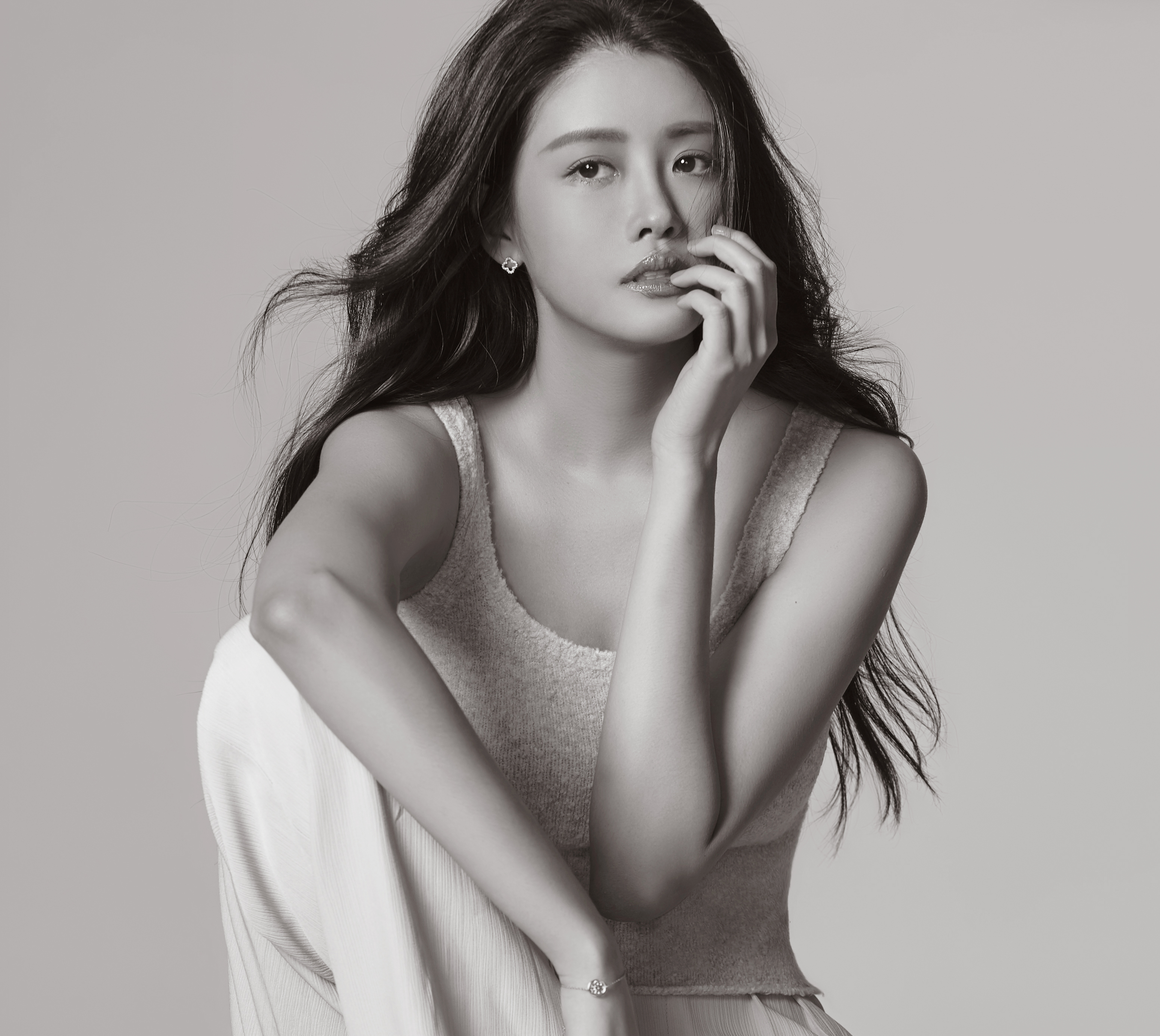

라이린언(중국어: 賴琳恩, 병음: Lài Lín'ēn, 한자음: 뢰림은, 1989년 6월 6일 ~ )은 중화민국의 배우, 모델이다.
타이베이시에서 태어났다.

## 방송
- 후채조적찬란시대
- 래자미래적사밀특
- 희환일개인
- 행복포공영
- 김대화적화려모험

## 영화
- 후채조적찬란시대 (2016년)
- 래자미래적사밀특 (2015년)
- 희환일개인 (2014년)
- 행복포공영 (2013년)
- 김대화적화려모험 (2013년)
- 초콜릿에 반했어 (2012년)
- 절대달령 (2011년)
- 박매춘천 (2010년)